# Garcibuey
Garcibuey – gmina w Hiszpanii, w prowincji Salamanka, w Kastylii i León, o powierzchni 12,51 km². W 2011 roku gmina liczyła 192 mieszkańców.